# Дванаеста славонска пролетерска ударна бригада
Дванаеста славонска пролетерска народноослободилачка ударна бригада формирана је 11. октобра 1942. године у селу Будићима код Пакраца, као Прва славонска бригада (овај назив носила је до 21. децембра 1942), од делова Првог и Другог славонског партизанског одреда. Тада је имала четири батаљона, митраљеско и топовско одељење, Омладинску чету и болнички вод, укупне јачине 958 бораца, наоружаних са 711 пушака, 2 митраљеза, 22 пушкомитраљеза и топом.
Први командант бригаде био је Богдан Црнобрња, а политички комесар Ранко Зец.
Због својих ратних успеха бригаду је, најпре Главни штаб НОВ и ПО Хрватске, почетком јула 1943. године прогласио за ударну, а одлуком Врховног команданта НОВ и ПОЈ маршала Јосипа Броза Тита од 26. октобра 1944. године добила је и назив пролетерска. Бригада је дала велики број руководилаца за новоформиране јединице у Славонији, а значајан допринос имала је и у стварању и учвршћењу братства и јединства. Једанаест њених бораца проглашено је народним херојима. Главни штаб НОВ Хрватске 1944. године прогласио ју је најбољом бригадом у Хрватској.
За заслуге током Народноослободилачке борбе одликована је Орденом народног ослобођења, Орденом партизанске звезде и Орденом братства и јединства, а 21. јула 1977. и Орденом народног хероја.

## Борбени пут Дванаесте славонске бригаде
Одмах по формирању бригада је ослонцем на Папук, Равну гору и Псуњ, нападала непријатељске посаде и ометала саобраћај на околним комуникацијама. У ноћи између 19/20. октобра заузела је непријатељско упориште у Подвршку, затим железничку станицу Ратковицу, 25. октобра, и код Градишта одбила напад јаких немачких снага потпомогнутих авијацијом, када је оборила један непријатељски авион. Поред тога, она је у новембру онеспособила железничку станицу Лонџицу и нашички водовод, затим заузела Ћералије и железничку станицу Ријенци, и уништила непријатељев транспорт код Воћина, 3. децембра.
Веома тешке борбе, бригада је водила, 6. и 7. децембра 1942. године код Подравске Слатине; уз сарадњу делова Првог и Другог славонског партизанског одреда, 12. децембра је савладала домобранску посаду у Воћину и заробила 183 домобрана с целокупним наоружањем. До краја децембра порушила је железничку пругу Банова Јаруга-Вировитица, у дужини од три километра, и заузела Ораховицу и Орљавац. Наређењем Главног штаба НОВ и ПО Хрватске од 21. децембра 1942. године, добила је назив Дванаеста славонска бригада, а 30. децембра исте године ушла је у састав новоформиране Четврте славонске дивизије, која је, у мају 1943. године преименована у Дванаесту славонску дивизију НОВЈ.
У првој половини 1943. године, заједно с другим славонским јединицама, учествовала је у поновном заузимању Воћина, затим је нападала Окучане, 21. јануара и уништила усташко-домобранску посаду у Великој Писаници, 19. фебруара и Великој, 16. марта. У псуњско-папучкој операцији, од 20. марта до 8. априла, водила је веома тешке борбе с Немцима, усташама и домобранима на Равној гори и Псуњу, учествовала у борбама за ослобођење Пожешке котлине и заузимању Нашица, 4. јуна. За постигнуте успехе у дотадашњим борбама, Главни штаб НОВ и ПО Хрватске јој је, почетком јула, доделио назив ударна.
У саставу Дванаесте славонске дивизије, бригада се, почетком јула, пребацила у Хрватско загорје, и учествовала у нападу на затвор у Лепоглави, 13. јула, када је ослобођено 700 затвореника. На повратку из Хрватског загорја, заједно с Омладинском бригадом „Јожа Влаховић“ и Калничким партизански одредом, водила је 22. јула жестоке борбе на Калнику против усташко-домобранских јединица и делова немачке 187. резервне дивизије, а ноћу између 18/19. септембра, после једанаестосатне борбе, заузела је Ђуловец.
Ноћу између 3/4. новембра 1943. године, по наређењу Врховног штаба НОВ и ПОЈ, пребацила се преко реке Саве у средњу Босну, где се, у саставу Једанаесте крајишке дивизије, борила против четника и усташа на планини Мотајици. Жестоке борбе водила је, 4. јануара 1944. године, на Укрини код Прњавора, против делова немачке Прве козачке коњичке дивизије и јаких усташко-домобранских јединица. Учествовала је у борбама за заузимање Прњавора, 20. јануара и после борби код Дервенте, ноћу између 15/16. маја, пребацила се натраг преко Саве на сектор Диља.
После повратка у Славонију, водила је борбе против немачких и усташко-домобранских јединица код Куле, Чаглина и планине Диља. Затим је рушила пругу између Винковаца и Банове Јаруге. Значајну победу извојевала је 20. јуна заузимањем Подгорача, када је убила 351 и заробила 101 немачког војника и усташу, а запленила два топа, 14 минобацача, 46 митраљеза, 650 пушака и други ратни материјал. У току лета осигуравала је жетву у рејону Бектежа, Пореча и Куле, и одбила више напада непријатеља из околних гарнизона, да би потом заузела Чађавицу, 26. септембра, а заједно с Осјечком бригадом, 5. октобра, и Вировитицу. После ових успеха, добила је, 26. октобра 1944. године, од Врховног команданта НОВ и ПОЈ маршала Тита назив пролетерска.
Крајем 1944. године, бригада је учествовала у борбама на реци Драви, а почетком наредне године борила се против немачких и усташко-домобранских јединица код Грубишног Поља, Питомаче, Ораховице, Ћералија, Воћина, Велике, Нашица и других места. У пролеће 1945. године, дала је значајан допринос у завршној офанзиви за ослобођење Славоније, Подравине и Штајерске.
Током 940 дана дугог ратног пута бригаде погинуло је око 1.500 њених бораца. Списак који су за потребе монографије „Дванаеста пролетерска славонска бригада“ саставили аутор Јован Кокот и сарадници садржи имена 1.422 погинула борца бригаде са основним биографским подацима.

## Командни састав бригаде
- Команданти бригаде:
  - Богдан Црнобрња — од формирања бригаде до 28. октобра 1942.
  - Радојица Ненезић — вршилац дужности од 28. октобра до 1. децембра 1942.
  - Вицко Антић — од 1. децембра 1942. до 10. фебруара 1943.
  - Јосип Антоловић — од 10. фебруара 1943. до 1. фебруара 1944.
  - Иван Сењуг Ујак — од 1. фебруара 1944. до 20. августа 1944.[б]
  - Душан Остојић — од 1. септембра 1944. до краја рата
- Политички комесари бригаде:
  - Ранко Зец — од формирања бригаде до 1. децембра 1942.
  - Владо Јанић Цапо — од 1. децембра 1943. до 10. фебруара 1943.
  - Чедо Грбић — од 10. фебруара до 25. августа 1943.
  - Иван Сењуг Ујак — од 25. августа 1943. до 1. фебруара 1944.
  - Ивица Милићевић — од 1. фебруара до 20. новембра 1944.
  - Јово Кокот Корчагин — од 20. новембра 1944. до краја рата
- Начелници Штаба бригаде:
  - Милан Станивуковић — од формирања бригаде до 28. октобра 1942.
  - Гедеон Богдановић — од 28. октобра 1942. до 15. маја 1943.
  - Богдан Јовановић — од 15. маја до јула 1943.
  - Миле Пушкарић — од јула 1943. до јула 1944.
  - Влајко Гавриловић — од јула до септембра 1944.
  - Богдан Гојковић — током септембра 1944.[в]
  - Рудолф Штох — од септембра 1944. до априла 1945.
  - Андрија Агнер — од априла 1945. до краја рата
- Заменици команданта бригаде:
  - Радојица Ненезић — од формирања бригаде до 26. децембра 1942.
  - Јосип Антоловић — од 25. децембра 1942. до 10. фебруара 1943.
  - Гојо Ковачевић и Стјепан Бркљачић — вршиоци дужности — током јула и августа 1943.
  - Борислав Миољевић — од августа 1943. до 1. фебруара 1944.
- Заменици политичког комесара бригаде:
  - Перо Цар — од формирања бригаде до 1. фебруара 1944.
  - Душан Орлић — од 1. фебруара до 7. априла 1944.
  - Виктор Клепаћ — вршилац дужности од 7. априла до 30. маја 1944.
  - Јово Кокот Корчагин — од 30. маја до 20. новембра 1944.
  - Никола Бјелац — од 20. новембра 1944. до краја рата

## Народни хероји Дванаесте славонске бригаде
- Вицко Антић командант бригаде
- Јосип Антоловић командант бригаде
- Гедеон Богдановић начелник Штаба бригаде
- Чедо Грбић политички комесар бригаде
- Стево Дошен командир чете
- Ђуро Дулић командант Првог батаљона
- Владо Јанић Цапо командант бригаде
- Радојица Ненезић заменик команданта бригаде
- Пајо Орозовић Брко командир чете
- Дако Пуач заменик команданта бригаде
- Милан Станивуковић начелник Штаба бригаде
- Иван Сењуг Ујак командант бригаде
- Стјепан Фунарић Јота
- Петар Цар заменик политичког комесара бригаде